# A dolog (film, 1982)
A dolog (másik magyar címén: Valami, eredeti angol címén: The Thing) egy 1982-ben bemutatott amerikai sci-fi horrorfilm John Carpenter rendezésében, Ennio Morricone zenei aláfestésével. A film egy amerikai állandó sarkkutató bázis legénységének agóniáját mutatja be, pesszimista képet festve a földi és a földönkívüli létformák találkozásáról. A mű alapjául John W. Campbell Who Goes There? című elbeszélése és a The Thing from Another World (1951) című filmalkotás szolgált. A film bemutatásának évében Alan Dean Foster megírta a filmből készült azonos című regényét, majd a történetből 2002-ben megjelentette szintén azonos című PC-játékát a Black Label Games és a Universal Interactive.

## Történet
|  | Alább a cselekmény részletei következnek! |

Az események javarészt egy amerikaiak által fenntartott antarktiszi kutatóállomáson zajlanak; a kontinensen épp közeledik a sarki tél időszaka, miközben a bázisnak nincs kapcsolata a külvilággal. A tábor viszonylagos nyugalmát a szomszédos norvég állomásról érkező két kutató zavarja meg, amint épp egy kutyát üldöznek, amely az amerikai bázis felé tart. Megérkezvén oda az egyik norvég társa hibájából, míg a másik – miután a kutyára leadott lövése megsebesít egy amerikait – az állomásparancsok fegyvere által leli halálát, anélkül, hogy érdemben kommunikálhattak volna az amerikaiakkal; a telep lakói befogadják  a kutyát. Miután a rádiós kapcsolatteremtés nem sikerül, néhányan maguk indulnak el a norvég bázisra közölni a történteket, de arra nem számítanak, hogy a másik állomást elhagyatva és romokban heverve találják. A csapat visszatérve néhány dokumentumot és egy amorf, összeégett holttestet hoz magával; utóbbiról a bázison végzett boncolás azt mutatja, hogy egyszerű emberi maradvány, veszélytelen. A befogadott kutya ellenben nem sokkal azután, hogy a kennelben összezárják a többi ebbel, alakot váltva megtámadja a többi állatot és nagy részüket meg is öli, mire a kutatók közbe avatkoznak. A megölt norvég kutya maradványait elemezve nyilvánvalóvá válik, hogy az egy kutyát imitáló ismeretlen organizmus volt, s nem valódi eb. Az esetet követően egy csapat a szerzett dokumentumok alapján felkeresi a norvégok kutatási területét, ahol ásatások nyomaira és egy felszínre hozott objektum roncsaira bukkannak. A helyet a norvég kutatók tárták fel, a munkálatokat filmre vették. Az objektumot masszív jégpáncél borította, amelynek vastagsága arra enged következtetni, hogy a tárgy már közel 150 ezer évvel ezelőtt érkezhetett a Földre. Ebből arra következtetnek, hogy az objektum földönkívüli űrhajó. Az állomás legénységében felmerül a gyanú, hogy az állatokat megtámadó élőlény ezzel az űrhajóval érkezhetett a Földre, s hogy – miután a befogadott kutya sokáig szabadon járt-kelt a táborban – az idegen organizmusnak embereket is módjában állhatott lemásolni. Ez a tudat paranoiás gyanakvást kelt a legénység tagjai között, ami az egyik teleporvoson teljesen elhatalmasodik: az módszeresen tönkreteszi az állomás szállító és kommunikációs eszközeit, hogy az állomást végleg elvágja a külvilágtól megakadályozandó, hogy az idegen eljuthasson a sűrűbben lakott területekre. Az elszigetelt bázis lakossága hamarosan erősen fogyatkozni kezd, amint lakói egymásra szegezik fegyvereiket, ki-ki arra, akit ő maga az idegennek vél; s mindeközben az idegen organizmus is továbbfolytatja ténykedését. A még nem fertőzött teleplakók végül konszenzusra jutnak abban, hogy a lényt csak az állomás elpusztítása által lehet megállítani, s azt így ennek megfelelően módszeresen felégetik – önmaguk számára sem hagyva esélyt a túlélésre.
|  | Itt a vége a cselekmény részletezésének! |

## Szereplők
| Színész            | Szerep                           | Magyar hang           | Magyar hang        | Magyar hang            |
| Színész            | Szerep                           | 1. szinkron (1991–93) | 2. szinkron (1994) | 3. szinkron (2022–23)  |
| ------------------ | -------------------------------- | --------------------- | ------------------ | ---------------------- |
| Kurt Russell       | R.J. MacReady, helikopter pilóta | Jakab Csaba           | Gáspár Sándor      | Forgács Péter          |
| Kurt Russell       | R.J. MacReady, helikopter pilóta | Mikula Sándor         | Gáspár Sándor      | Forgács Péter          |
| A. Wilford Brimley | Blair, biológus                  | Horkai János          | Szersén Gyula      | Borbiczki Ferenc       |
| T. K. Carter       | Nauls, szakács                   | Csonka András         | Bor Zoltán         | Hám Bertalan           |
| David Clennon      | Palmer, szerelősegéd             | Görög László          | Czvetkó Sándor     | Seder Gábor            |
| Keith David        | Childs, szerelő                  | Barbinek Péter        | Haás Vander Péter  | Horváth-Töreki Gergely |
| Richard Dysart     | Copper, teleporvos               | Perlaki István        | Dobránszky Zoltán  | Forgács Gábor          |
| Charles Hallahan   | Norris, geológus                 | Uri István            | Kerekes József     | Kapácsy Miklós         |
| Peter Maloney      | Bennings, meteorológus           | Izsóf Vilmos          | Szokolay Ottó      | Fehér Péter            |
| Richard Masur      | Clark, kutyagondozó              | Zágoni Zsolt          | Hankó Attila       | Varga Rókus            |
| Joel Polis         | Fuchs, biológus asszisztens      | Balázsi Gyula         | László Zsolt       | Szatmári Attila        |
| Donald Moffat      | Garry, állomásparancsnok         | Gruber Hugó           | Ujréti László      | Rosta Sándor           |
| Thomas Waites      | Windows, rádiós tiszt            | Zalán János           | Tóth Sándor        | Kisfalusi Lehel        |

## Fogadtatás, kritika
A film a jegyeladásokat tekintve nem minősült elsöprő sikernek; a rendező szerint ennek elsődleges oka, hogy a premierrel szinte egy időben került sor az E.T. bemutatójára is, amelyben a földönkívüliekkel való kapcsolat bemutatása – az emberek számára könnyebben elfogadhatóan – optimista. Az egyes jelenetek vérességét abban az időben jó néhány kritikus túlzónak tartotta.
Mindazonáltal a film időközben nagy megbecsülésre tett szert, rajongói tábora – különösen a VHS-kiadás óta – kiszélesedett. Sokan kultfilmnek és a horror műfaj követendő példájának tartják.
2011-ben jelent meg szintén az A dolog címmel a film történetének előzményfilmje, amelyet Matthijs van Heijningen Jr. rendezett. A film utolsó jelenetei kötik össze a két film eseményeit.

## Érdekességek
- John Carpenter illetve Kurt Russell egy interjúban elismerték, hogy ennyi év után sem tudják pontosan megmondani, mikor vannak a filmben azok a pillanatok, amikor az idegen organizmus átveszi valaki felett az irányítást. Arra sem derült fény, hogy az idegen pontosan hogyan lopta el a kulcskarikát a telepvezető derékszíjáról. A lény ezzel a kulccsal nyitotta ki azt a szekrényt, amiben a társaság vérkészlete volt és valamennyit kifolyatta a padlóra.
- John Carpenter szintén egy interjúban árulta el, hogy az összes közül ez a kedvenc filmje.
- A film trükkjeit nagyrészt Rob Bottin készítette, aki még csak 22 éves volt a forgatás ideje alatt.
- Néhány jelenet megalkotásában Stan Winston is részt vett.
- A Universal készített egy olyan változatot, amit leadhattak a tévében, amiben kevesebb gore jelenet van, viszont ezt a változatot Carpenter eltüntette és a mai napig hozzáférhetetlen.
- A film elején látható effektet próbálták az eredeti, 1951-es változatból átemelni. Az effektet úgy készítették, hogy felírták egy filmkockára azt, hogy "The Thing", amit aztán betettek egy akváriumba, amit feltöltöttek füsttel, lefedtek egy szemeteszsákkal, aztán felgyújtottak, végeredményképpen olyan, mintha beleégne a képernyőbe a cím.
- 2003-ban a Sci-Fi Channel gondolkodott azon, hogy egy körülbelül négyórás minisorozat keretein belül remake-et készít Carpenter változatából, végül ez nem valósult meg.
- A dolog azon kevés Universal filmek közé tartozik, aminek az elején nem láthatjuk a logót.
- Ez a film John Carpenter azóta már híressé vált "Apokalipszis-trilógiájának" első darabja, a második A Sötétség fejedelme (Prince of Darkness),a harmadik pedig Az Őrület torkában (In the Mouth of Madness).
- Évekkel később az Antarktiszon élő tudósok között szokássá vált, hogy a télközépi ünnepségek idején megnézik ezt a filmet.
- A filmet három hónapig forgatták, hat különböző stúdióban és miután végeztek, elrepültek Kanadába is, felvenni néhány külső jelenetet.
- 2003-ban néhány rajongó ellátogatott a forgatás helyszínére és megtaláltak néhány filmkelléket, például a helikoptert.
- Az X-akták című sorozatban van egy epizód, A Jég (1. évad, 8. epizód), ami tulajdonképpen tisztelgés ez előtt a film előtt.
- A filmben használt kutyát Jednek hívták és ismert állatszínész volt ekkortájt, viszont a film elején az üldözéses jelenetben nem ő látható, hanem egy másik kutya, amit befestettek.
- A filmben nincs egyetlen női szereplő sem, leszámítva a televíziós vetélkedőt melyet Palmer és Childs néz, illetve a sakkautomata hangját, amit MacReady tönkretesz, ezt a hangot John Carpenter akkori felesége, Adrienne Barbeau szolgáltatta.
- A film végén látható "dolgot" összesen 50 ember mozgatta, hogy úgy nézzen ki, ahogy a filmben látható. Ennél a jelenetnél Carpenter nem volt megelégedve a technikai megoldással, igyekezett minél több dolgot kivágni ebből a részből, ezért látható olyan kevés ideig a lény a végső változatban.
- A film forgatókönyv írója évekkel később azt nyilatkozta, hogy Carpenterék vétettek egy hibát a filmben, ugyanis amikor az idegen által megfertőzött kutyát bezárták a többi kutya közé, elméletben reagálniuk kellett volna még átalakulás előtt, mivel ők megérzik, ha valaki 'idegen' kerül közéjük.
- Az 1951-es változat az Északi-sarkon játszódik, míg ez a délin.
- A film elején látható norvég bázis díszletéül a forgatás alatt lerombolt amerikai bázis szolgált. A norvég táborban játszódó jeleneteket az amerikai tábor felrobbantása után forgatták le.
- Egy időben pletykáltak arról, hogy a filmnek van egy alternatív befejezése is, amiben Kurt Russellt megmentik. Carpenter állítása szerint ez csupán egy legenda, és sosem forgattak ilyen jelenetet.
- Egy interjúban Kurt Russell elmondta, hogy a film végén tényleg Whiskey volt az üvegben.
- Kurt Russell előtt a stúdió próbálta megnyerni Nick Nolte-t, illetve Jeff Bridges-t, és Clint Eastwoodot is, de nem vállalták a szereplést, Donald Pleasence és Lee van Cleef pedig egyéb teendőik miatt nem értek rá, pedig szerettek Carpenterrel dolgozni.